# Jørgen Engebretsen Moe
Jørgen Engebretsen Moe (22. dubna 1813 Hole, Ringerike, Buskerud – 27. března 1882 Kristiansand) byl norský teolog, kněz a biskup a romantický filolog, folklorista, básník a prozaik. Proslavil se především díky sbírce norských pohádek, které sesbíral společně se Peterem Christenem Asbjørnsenem. S Asbjørnsenem si byli tak blízcí v pracovním i osobním životě, že jsou běžně zmiňováni jako dvojice Asbjørnsen a Moe.

## Život

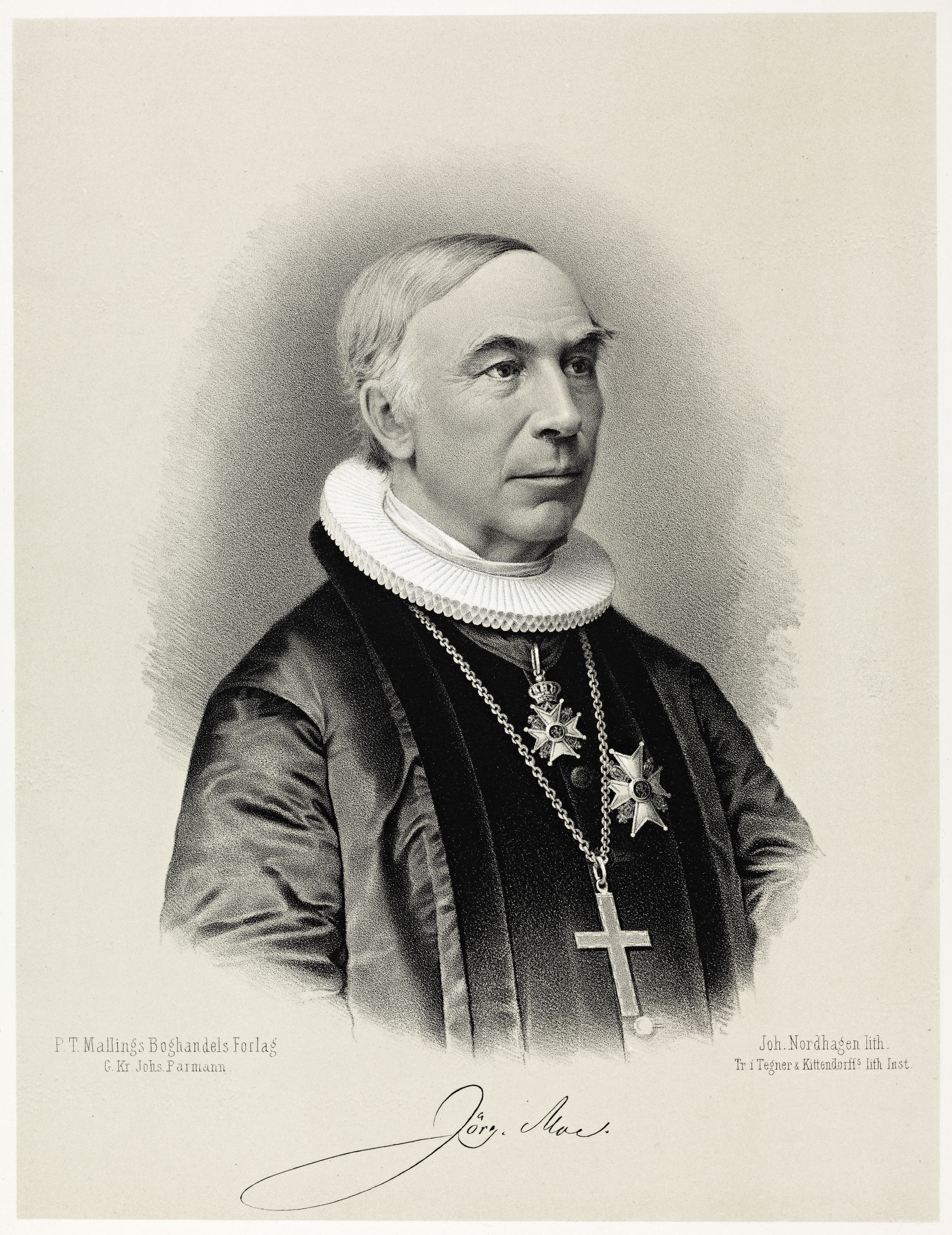
Jørgen Engebretsen Moe

Narodil se do rodiny zámožného sedláka a dlouhodobého poslance Stortingu. S Peterem Christenem Asbjørnsenem se seznámil roku 1827, když byli oba posláni svými rodiči do tříletého uměleckého a maturitního kurzu, který pořádal v Moeově rodném Ringerike probošt Støren. Navázali zde trvalé přátelství, které se stalo základem jejich budoucí společné sběratelské činnosti.
Roku 1830 začal studovat teologii na Královské Fredrikově univerzitě v Christianii. Studia dokončil (s přestávkami, při nichž si přivydělával jako domácí učitel na venkově) roku 1839. Vysvěcen na kněze byl ale až roku 1852. Do té doby se živil jako učitel na několika místech a v letech 1845–1853 vyučoval náboženství, norštinu a filozofii na vojenské škole v Christianii. Po vysvěcení nastoupil jako kaplan v Sigdalu v Buskerudu. Roku 1854 se oženil s Johannou Fredrikkou Sophií Sørenssenovou, dcerou velitele vojenské školy, ve které dříve učil, se kterou měl dva syny a čtyři dcery. Roku 1863 se stal farářem v Drammen a roku 1875 biskupem v Kristiansandu.
Roku 1872 byl zvolen členem Královské norské vědecké společnosti v Trondheimu (Norske Videnskabers Selskab ) a roku 1873 obdržel rytířský kříž Řádu svatého Olafa a roku 1881 komandérský kříž I. třídy tohoto řádu. Roku 1882 odešel do důchodu a brzy poté zemřel. Pochován byl na hřbitově Vestre Aker v Christiannii.

## Sběratelská a literární činnost

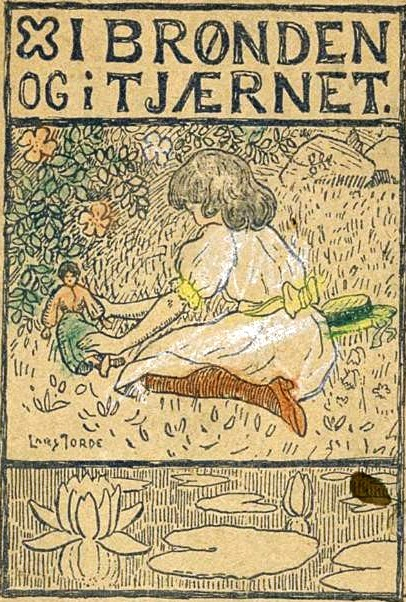
Ve studni a v rybníku, vydání z roku 1898

Sběratelskou činnost folklóru zahájil v roce 1834 jako spolupracovník folkloristy Andrease Fayeho. Roku 1837 začal spolupracovat s přítelem Peterem Christenem Asbjørnsenem, se kterým vytvořil plán na vydání lidových pověstí a pohádek podle vzoru Pohádek bratří Grimmů.
Roku 1840 vydal samostatně sbírku lidových písní Sange, Folkeviser og Stev i norske Almuedialekter(Písně, lidové písně a rýmovačky v norských běžných dialektech) a roku 1841 vyšel první sešit norských lidových pohádek Norske Folkeeventyr, výsledek společná práce obou přátel. Celkem vyšli čtyři sešity pohádek, poslední roku 1844. Oba autoři pracovali dále na přípravě rozšířeného vydání svého díla a procestovali celé jižní a střední Norsko až po Trøndelag a roku 1851 vydali nové, jazykově upravené a rozšířené vydání s poznámkovým aparátem od Moea. Vydáním pohádek roku 1851 prakticky skončila spolupráce obou sběratelů. Moe se začal věnovat svému církevnímu úřadu a Asbjørnsen přírodním vědám. Přes rozdílnost svých zájmů zůstali oba dobrými přáteli až do konce života.
Kromě sběratelské činnosti byl Moe také básník a prozaik. Pokoušel se o žánrové obrázky z venkovského života a roku 1849 vydal svou první básnickou sbírku Digte (Básně), ovlivněnou lidovou poezií a jeho vlastním nešťastným milostným zážitkem. Roku 1855 vydal sbírku náboženských básní At haenge paa Juletraeet (K zavěšení na vánoční stromek), kterou v roce 1860 rozšířil a znovu vydal pod názvem En liden Julegave (Vánoční dárek). Z jeho prozaických prací dosáhla největšího ohlasu jeho knížka pro děti I Brønden og i Kjærnet (1851, Ve studni a v rybníku), která je považována za první skutečnou norskou dětskou knihu.

## Výběrová bibliografie

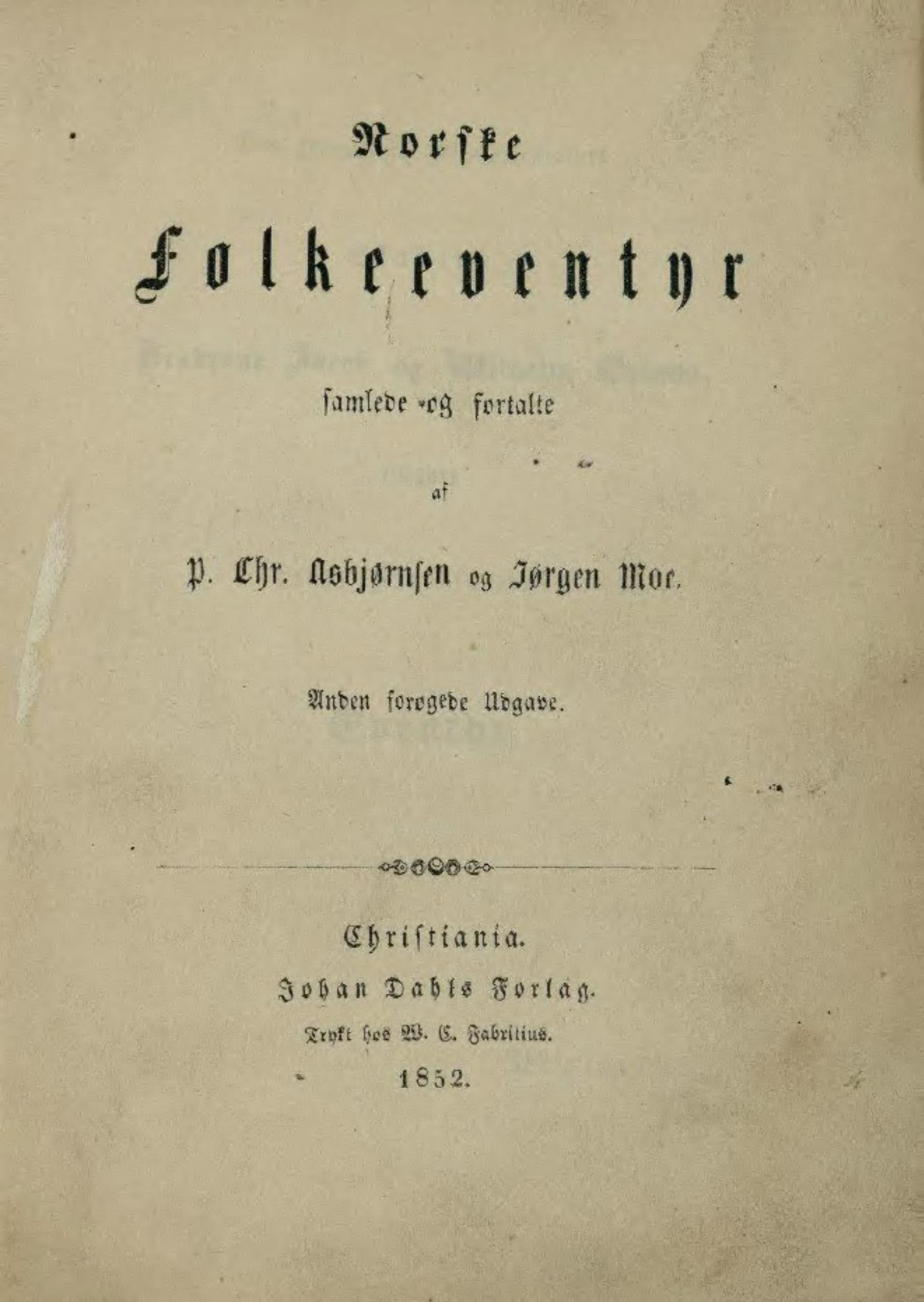
Norské lidové pohádky, vydání z roku 1852

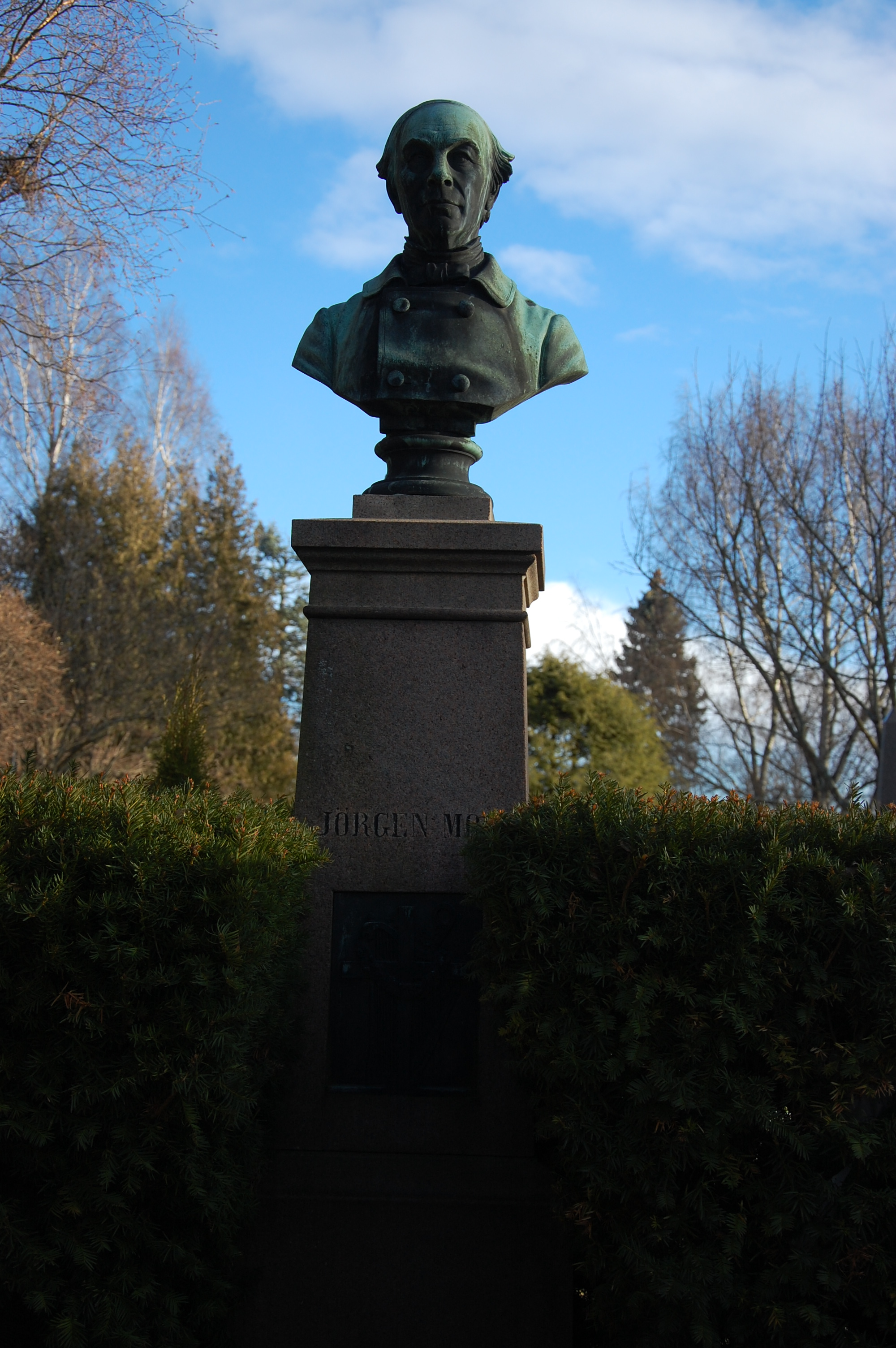
Moeův hrob na hřbitově Vestre Aker v Oslu

- Sange, Folkeviser og Stev i norske Almuedialekter(1840, Popěvky, lidové písně a rýmovačky v norských běžných dialektech), sbírka lidových písní s literárněteoretickým úvodem.
- Norske Folkeeventyr (1841-1844, Norské lidové pohádky), společně s Peterem Christenem Asbjørnsenem, čtyří sešity autory sebraných lidových pohádek, definitivní jazykově upravené a rozšířené vydání je z roku 1851 s poznámkovým aparátem od Moea. Pohádky jsou napsány ve spisovném jazyce, ale zároveň se autoři snažili, aby vyprávění mělo blízko k lidovým dialektům. Kritické ohlasy byly zpočátku poněkud rozpačité, ale po uznání v zahraničí (například Jacopem Grimmem nebo Carlem Augustem Hagbergem) i domácí kritikové začali knihu chválit.
- Besøg i et Bondebryllup (1847, Návštěva na selské svatbě), obrázek z venkovského života.
- Digte (1949, Básně), básnická sbírka ovlivněná lidovou poezií a nešťastným milostným zážitkem.
- Blind-Anne (1850, Slepá Anna), obrázek z venkovského života.
- I Brønden og i Kjærnet (1851, Ve studni a v rybníku), knížka pro děti, která je považována za první skutečnou norskou dětskou knihu a která vznikla na základě autorových vzpomínek z dětství .
- At haenge paa Juletraeet (1855, K zavěšení na vánoční stromek), sbírka náboženských básní.
- En liden Julegave (1860, Vánoční dárek), rozšířené vydání sbírky K zavěšení na vánoční stromek.

## Filmové a televizní adaptace
- Veslefrikk med fela (1951,  Fridolínek s houslemi), norský pohádkový krátký animovaný film, režie Ivo Caprino.
- Askeladden og de gode hjelperne (1961, Popelák a hodní pomocníci), norský pohádkový krátký animovaný film, režie Ivo Caprino.
- Reve-enka (1962, Liščí vdova), norský pohádkový krátký animovaný film, režie Ivo Caprino.
- Sjuende far i huset (1966, Sedmý hospodář v domě), norský pohádkový krátký animovaný film, režie Ivo Caprino.
- Gutten som kappåt med trollet (1967, Chlapec, který bojoval s trollem), norský pohádkový krátký animovaný film, režie Ivo Caprino
- Jackanory, anglický televizní seriál z let 1965-1966, ve kterém známě osobnosti čtou pohádkové příběhy pro děti. Ze 3015 patnáctiminutových epizod je 13 podle norských lidových pohádek.
- Prinsessen i Eventyrriket (2001-2004, Princezna v říši pohádek), norský televizní pořad, ve kterém norská princezna Marta Louisa čte na Vánoce norské lidové pohádky.[9]

## Česká vydání
- Norské pohádky. Praha: Jan Laichter 1913, přeložila Milada Krausová-Lesná.
- Norské lidové pohádky. Praha Jan Otto 1941, přeložila Jiřina Vrtišová, výbor čtyřiceti šesti pohádek.
- Veselé norské pohádky. Praha: SNDK 1957, přeložila Jiřina Vrtišová, výbor patnácti vtipných pohádek.
- Zámek Soria Moria . Praha: SNDK 1959, přeložila Jiřina Vrtišová, pohádka o statečném Halvorovi, zlých trolech a třech zakletých princeznách.
- Panenka v trávě .	Martin: Osveta 1959, přeložila Marie Hledíková.
- O Popeláčkovi a obrovi. Martin: Osveta 1959, přeložila Marie Hledíková.
- Pasáček zajíců . Praha: Lidové nakladatelství 1970, přeložila Jiřina Vrtišová, výbor čtyř pohádek.
- Na východ od slunce, na západ od měsíce. Praha: Albatros, přeložila Jiřina Vrtišová.
- O princeznách z Modrého vrchu. Praha: Albatros 1973, vybrali a přeložili Jiřina Vrtišová a Břetislav Mencák, výbor třiceti pohádek.
- Norské pohádky. Praha: Kentaur 1994, přeložil Jan Hendrych, výbor dvaceti jedna pohádek.
- O obrovi, který neměl srdce v těle. Praha: Argo 2012, přeložila Jarka Vrbová, kniha obsahuje všechny pohádky z norského originálu.